# Jílovský vikariát
Jílovský vikariát je územní část pražské arcidiecéze. K srpnu 2025 je tvořen devíti římskokatolickými farnostmi.

## Osoby ustanovené ve vikariátu
Osobami ustanovenými ve vikariátu jsou:
- JCLic. PhDr. Mgr. Radim Cigánek – okrskový vikář, farář farnosti Sázava-Černé Budy, administrátor excurrendo farností Hrusice a Mnichovice a kanovník Kolegiátní kapituly Všech svatých na Pražském hradě[2]
- Ing. Jan Pečený – jáhenská služba
- Ing. Aleš Pešat – stavební technik
- Miroslav Samec – vikariátní referent Odboru správy pozemků

## Farnosti vikariátu
| Farnost           | Správce                                                  | Další duchovní ve farnosti                                                                                                | Farní kostel                    | Další kostely |
| ----------------- | -------------------------------------------------------- | --- | ------------------------------- | --- |
| Čestlice          | MUDr. Miroslav Malý administrátor                        | | Kostel svatého Prokopa          | - Kostel Narození Panny Marie (Průhonice) |
| Hrusice           | JCLic. PhDr. Mgr. Radim Cigánek administrátor excurrendo | JCLic. Mgr. Jaroslav Miškovský farní vikář excurrendo                                                                     | Kostel svatého Václava          | |
| Jílové u Prahy    | Mgr. et Mgr. Miroslav Auxt administrátor                 | | Kostel svatého Vojtěcha         | - Kostel svatého Václava (Dolní Jirčany) - Kostel svatého Jiljí (Libeř) - Kostel Božího Těla (Jílové u Prahy) - Kostel svaté Ludmily (Kamenný Přívoz) - Kostel Povýšení svatého Kříže (Pyšely) |
| Mnichovice        | JCLic. PhDr. Mgr. Radim Cigánek administrátor excurrendo | JCLic. Mgr. Jaroslav Miškovský farní vikář excurrendo Mgr. Michal Vaněček výpomocný duchovní Ivan Kudláček emeritní farář | Kostel Narození Panny Marie     | - Kostel Nanebevzetí Panny Marie (Chocerady) - Kostel svatého Šimona a Judy (Ondřejov) - Kostel svatého Martina (Kostelní Střimelice) |
| Říčany u Prahy    | P. Mgr. Konstantin Petr Mikolajek O.Praem. farář         | P. Mgr. Matěj Jaroslav Baluch, O.Praem. farní vikář                                                                       | Kostel svatého Petra a Pavla    | - Kostel svatého Václava (Jažlovice) - Kostel svatého Mikuláše (Otice) - Kostel svatého Martina (Kostelec u Křížků) - Kostel svatého Františka z Assisi (Kamenice) - Kostel Nanebevzetí Panny Marie (Mukařov) - Kostel svatého Bartoloměje (Popovičky) - Kostel Narození Panny Marie (Olešky) - Kostel svatého Martina (Praha-Lipany) - Kostel Narození svatého Jana Křtitele (Tehov) - Kostel Panny Marie Sněžné (Velké Popovice) - Kostel svaté Máří Magdaleny (Kunice) |
| Sázava-Černé Budy | JCLic. PhDr. Mgr. Radim Cigánek farář                    | | Kostel svatého Prokopa          | - Kostel svatého Matouše (Rataje nad Sázavou) - Kostel svatého Havla (Podveky) - Kostel svatého Martina (Sázava) - Kostel svatého Jakuba Staršího (Stříbrná Skalice) - Kostel svatého Jana Nepomuckého (Stříbrná Skalice) - Kostel Nanebevzetí Panny Marie (Úžice) |
| Štěchovice        | ThMgr. Paweł Adam Dębek farář                            | | Kostel svatého Jana Nepomuckého | - Kostel svatého Petra a Pavla (Slapy) - Kostel svatého Kiliána (Davle) |
| Praha-Uhříněves   | P. Marian Krzysztof Brudny SVD administrátor             | P. Mgr. ThLic. Juraj Begany SVD P. John Baptist The Hung Nguyen SVD farní vikáři                                          | Kostel Všech svatých            | - Kostel svatého Petra (Dubeček) - Kostel svaté Markéty (Královice) - Kostel svatého Ondřeje (Kolovraty) |
| Praha-Zbraslav    | Mgr. Jan Gerndt administrátor in spiritualibus           | Mgr. Vladimír Hudousek jáhenská služba Mgr. Petr Megela jáhenská služba administrátor in materialibus                     | Kostel svatého Jakuba Staršího  | - Kostel svatého Havla (Zbraslav) - Kostel svatého Jiří (Vrané nad Vltavou) - Kostel svaté Markéty (Zvole) - Kostel svatého Petra a Pavla (Zlatníky) |